# Gündüz Kılıç
Gündüz Kılıç   (Istanbul, 29 d'octubre de 1918 - Nova York, 17 de maig de 1980) fou un futbolista turc de la dècada de 1940 i entrenador.
Fou 11 cops internacional amb la selecció turca. Pel que fa a clubs, defensà els colors de Galatasaray SK.

## Palmarès
Jugador
Galatasaray SK
- Milli Küme: 1
  - 1938-39
- Lliga d'Istanbul de futbol: 1
  - 1948-49
- Copa d'Istanbul de futbol: 2
  - 1941-42, 1942-43

Entrenador
Galatasaray SK
- Lliga d'Istanbul de futbol: 2
  - 1954-55, 1955-56
- Süper Lig: 2
  - 1961-62, 1962-63
- Copa turca de futbol: 3
  - 1962-1963, 1964-1965, 1965-1966
- Supercopa turca de futbol: 1
  - 1966